# Psychotria eminiana
Psychotria eminiana är en måreväxtart som först beskrevs av Carl Ernst Otto Kuntze, och fick sitt nu gällande namn av Ernest Marie Antoine Petit. Psychotria eminiana ingår i släktet Psychotria och familjen måreväxter.

## Underarter
Arten delas in i följande underarter:
- P. e. eminiana
- P. e. heteroclada
- P. e. tenuifolia